# Úhlavka
Die Úhlavka (deutsch Aulowa oder Walkbach), an der Mündung volkstümlich Kleinbachl genannt, ist ein rechter und der größte Zufluss der Mže (Mies) in Tschechien.

## Verlauf
Die Úhlavka entspringt anderthalb Kilometer östlich von Přimda (Pfraumberg) beim Dorf Velké Dvorce (Groß Maierhöfen) in 635,3 m ü. M. und fließt zunächst in östliche Richtung. Unterhalb des Křížový vrch (Dreikreuzberg, 576 m) wird sie in den Teichen Velkodvorecký rybník und Peklo angestaut. Nach der Nový Mlýn (Neu Mühle) ändert sie ihre Richtung nach Südosten. Über Souměř (Zummern) und Stráž (Neustadtl) fließt die Úhlavka in den Stausee Dlouhý rybník. Nachfolgend führt ihr Lauf über Bonětice (Großwonetitz), Bonětičky (Kleinwonetitz), Staré Sedlo (Altsattel), Kečovský Mlýn, Prostiboř (Prostibor) und Kopec (Kopetzen) nach Osten. Hier wendet sich der Fluss wieder in nordöstliche Richtung. Am weiteren Lauf liegen Tuněchody (Tinchau), die Petrův Mlýn (Peters Mühle), Kladruby (Kladrau) und Pozorka (Gibacht). Südlich der Stadt Stříbro (Mies) mündet die Úhlavka nach 38 km in 361,9 m ü. M. in die Mže (Mies).
Das Einzugsgebiet des Flusses umfasst 296,8 km².
Entlang des Tales der Úhlavka befinden sich zwischen der Petrův Mlýn und der Einmündung in die Mže leichte Befestigungsanlagen des Tschechoslowakischen Walls.

## Zuflüsse
- Kundratický potok (deutsch Konraditzer Bach) (r), bei km 33,3 in Souměř
- Čaňkovský potok (deutsch Tschankauer Bach) (r), bei km 29,6 im Dlouhý rybník
- Olešná (deutsch Elscher Bach) (r), bei km 24,3 oberhalb Staré Sedlo
- Racovský potok (deutsch Ratzauer Bach) (r), bei km 22,6 unterhalb Staré Sedlo
- Mezholezský potok (deutsch  Messhalser Bach) (r), bei km 20,4 bei Prostiboř
- Výrovský potok (deutsch Wierauer Bach) (l), bei km 11,9 bei Brod u Stříbra
- Milevský potok (deutsch Mühlhöfner Bach) (r), bei km 10,3 bei Milevo
- Žďárský potok (deutsch Zdiarer Höllbach) (r), unterhalb Kladruby